# Chris Reifert
Chris Reifert, född 23 februari 1969 i Concord, Kalifornien, är en amerikansk musiker, mest känd som medgrundare av death metal-bandet Autopsy.

## Biografi
Chris Reifert medverkade på Deaths debutalbum Scream Bloody Gore från 1987, men lämnade bandet samma år för att tillsammans med Eric Cutler grunda Autopsy. Bandet släppte fyra fullängdsalbum, innan de splittrades 1995. Reifert och bandkollegan Danny Coralles började då spela i Abscess. Autopsy återförenades 2010 och har sedan dess släppt ytterligare tre fullängdsalbum.

## Diskografi i urval
Death
- Scream Bloody Gore (1987)

Autopsy
- Severed Survival (1989)
- Mental Funeral (1991)
- Acts of the Unspeakable (1992)
- Shitfun (1995)
- Macabre Eternal (2011)
- The Headless Ritual (2013)
- Tourniquets, Hacksaws and Graves (2014)

Abscess
- Seminal Vampires and Maggot Men (1996)
- Tormented (2000)
- Through the Cracks of Death (2002)
- Damned and Mummified (2004)
- Horrorhammer (2007)
- Dawn of Inhumanity (2010)

The Ravenous
- Assembled in Blasphemy (2000)
- Three on a Meathook (2002)
- Blood Delirium (2003)